# Maid to Order
Maid to Order is een komische film uit 1987 onder regie van Amy Holden Jones. De film werd, ondanks het succes van actrice Ally Sheedy, nooit in Nederland uitgebracht.

## Verhaal
Hoewel Jessie Montgomery al ver voorbij de twintig jaar oud is, is ze nog steeds een verwend feestbeest. Ze leert een harde les wanneer ze na een nacht stappen in de gevangenis belandt. Haar vader wenst dat het leven misschien beter was geweest zonder een dochter. Op dat moment verschijnt er een fee, die Jessie meeneemt naar een wereld waarin ze het op zichzelf moet redden. Hier moet Jessie werken als dienstmeid voor een rijk koppel. Ze ontdekt dat het zwaar is zich staande te houden zonder het geld van haar vader, maar leert over de ware betekenis van liefde, vriendschap, zelfrespect en loyaliteit.

## Rolverdeling
| Acteur           | Personage          |
| ---------------- | ------------------ |
| Ally Sheedy      | Jessie Montgomery  |
| Beverly D'Angelo | Stella Winston     |
| Michael Ontkean  | Nick McGuire       |
| Valerie Perrine  | Georgette Starkey  |
| Dick Shawn       | Stan Starkey       |
| Tom Skerritt     | Charles Montgomery |
| Rain Phoenix     | Brie Starkey       |
| Jason Beghe      | Bret               |